# Großer Preis von Österreich 1974
Der Große Preis von Österreich 1974 (offiziell XII Memphis Grand Prix von Österreich) fand am 18. August auf dem Österreichring in der Nähe von Zeltweg statt und war das zwölfte Rennen der Automobil-Weltmeisterschaft 1974.

## Berichte

### Hintergrund
Mit mehreren Veränderungen hinsichtlich der Fahrerbesetzungen traten die Teams zum Großen Preis von Österreich an. Jean-Pierre Jabouille wurde bei Surtees engagiert, um Jochen Mass zu ersetzen. Dieser hatte seinen Vertrag mit dem Team ebenso gekündigt, wie der Hauptsponsor Bang & Olufsen. Mike Hailwood hatte seine Formel-1-Karriere nach seinem schweren Unfall beim Großen Preis von Deutschland zwei Wochen zuvor beenden müssen. Seinen Platz im dritten Werks-McLaren nahm fortan sein Landsmann David Hobbs ein. Beim Team Ensign wurde Vern Schuppan durch Mike Wilds ersetzt und Rolf Stommelen übernahm als Ersatz für den verletzten Guy Edwards den zweiten Lola im Team von Graham Hill.
Mit Dieter Quester in einem dritten Werks-Surtees mit eigenem Hauptsponsor sowie dem Formel-1-Neuling Helmut Koinigg im privaten Brabham BT42 der Scuderia Finotto ergänzten zwei einheimische Gaststarter die Meldeliste. Zudem meldete das Hesketh-Team ausnahmsweise einen zweiten Wagen, der von Ian Scheckter, dem Bruder von Jody Scheckter, pilotiert wurde.
Aufgrund von Lieferengpässen hatte das B.R.M.-Team nicht genügend Motorenersatzteile zur Verfügung und trat demzufolge nur mit einem anstatt der sonst üblichen drei Fahrzeuge an.

### Training
Zum fünften Mal in Folge sicherte sich Niki Lauda im Ferrari 312B3 die Pole-Position. Carlos Reutemann erreichte den zweiten Platz in der ersten Startreihe. Es folgten Emerson Fittipaldi und Carlos Pace in der zweiten Reihe sowie Jody Scheckter und Ronnie Peterson in Reihe drei.
Jacky Ickx hatte einmal mehr Probleme mit dem neuen Lotus 76 und erreichte lediglich den 22. Startplatz. Unter den sechs Piloten, die die Qualifikation für das auf 25 Teilnehmer limitierte Starterfeld verfehlten, befanden sich drei der vier teilnehmenden Surtees TS16 sowie Mike Wilds und die beiden Debütanten Ian Scheckter und Koinigg.

### Rennen
Gleich zu Beginn des Rennens übernahm Reutemann die Führung und gab sie bis ins Ziel nicht mehr ab. Es folgte zunächst Lauda vor Pace, Clay Regazzoni, James Hunt, Jody Scheckter, Fittipaldi und Arturo Merzario. Peterson lag nach einem schlechten Start nur auf dem neunten Rang, holte jedoch rasch auf Merzario auf.
Während der ersten Runden wurde Pace von Regazzoni überholt und Scheckter gelangte an Hunt vorbei. In der neunten Runde überholte Scheckter den viertplatzierten Pace, schied jedoch kurz darauf wegen eines Motorschadens aus. Im Laufe der folgenden Runden überholten Fittipaldi und Peterson zunächst Hunt und kurz darauf Pace. Währenddessen fiel Lauda aufgrund von Fehlzündungen zurück und musste sich zunächst Regazzoni und wenig später auch Fittipaldi, Peterson und Pace geschlagen geben. Kurz darauf schied er ganz aus dem Rennen aus. Aufgrund eines kleinen Fahrfehlers verlor Peterson etwa zur Halbzeit des Rennens seinen vierten Platz an Pace.
In der 38. Runde schied Fittipaldi wegen eines Motorproblems aus. Kurz darauf warf ein Reifenschaden Regazzoni zurück, womit ein weiterer Titelaspirant um eine realistische Siegchance gebracht wurde. Pace und Peterson profitierten zunächst davon, schieden jedoch wenig später ebenfalls aufgrund von technischen Problemen aus.
Am Ende erreichte Denis Hulme hinter dem Sieger Reutemann den zweiten Platz vor Hesketh-Stammfahrer Hunt und John Watson im privaten Brabham. Regazzoni holte als einziger der Titelfavoriten als Fünfter immerhin zwei Punkte, mit denen er seine Führung in der Weltmeisterschaftswertung geringfügig ausbauen konnte. Vittorio Brambilla erhielt als Sechster den letzten WM-Punkt des Tages, der für ihn gleichzeitig der erste Punkt seiner GP-Karriere war.

## Meldeliste
| Team                               | Nr. | Fahrer                | Chassis           | Motor                    | Reifen |
| ---------------------------------- | --- | --------------------- | ----------------- | ------------------------ | ------ |
| John Player Team Lotus             | 01  | Ronnie Peterson       | Lotus 72E         | Ford Cosworth DFV 3.0 V8 | G      |
| John Player Team Lotus             | 02  | Jacky Ickx            | Lotus 76          | Ford Cosworth DFV 3.0 V8 | G      |
| Elf Team Tyrrell                   | 03  | Jody Scheckter        | Tyrrell 007       | Ford Cosworth DFV 3.0 V8 | G      |
| Elf Team Tyrrell                   | 04  | Patrick Depailler     | Tyrrell 007       | Ford Cosworth DFV 3.0 V8 | G      |
| Marlboro Team Texaco               | 05  | Emerson Fittipaldi    | McLaren M23       | Ford Cosworth DFV 3.0 V8 | G      |
| Marlboro Team Texaco               | 06  | Denis Hulme           | McLaren M23       | Ford Cosworth DFV 3.0 V8 | G      |
| Yardley Team McLaren               | 33  | David Hobbs           | McLaren M23       | Ford Cosworth DFV 3.0 V8 | G      |
| Motor Racing Developments          | 07  | Carlos Reutemann      | Brabham BT44      | Ford Cosworth DFV 3.0 V8 | G      |
| Motor Racing Developments          | 08  | Carlos Pace           | Brabham BT44      | Ford Cosworth DFV 3.0 V8 | G      |
| March Engineering                  | 09  | Hans-Joachim Stuck    | March 741         | Ford Cosworth DFV 3.0 V8 | G      |
| March Engineering                  | 10  | Vittorio Brambilla    | March 741         | Ford Cosworth DFV 3.0 V8 | G      |
| Scuderia Ferrari SpA SEFAC         | 11  | Clay Regazzoni        | Ferrari 312B3     | Ferrari 001/11 3.0 F12   | G      |
| Scuderia Ferrari SpA SEFAC         | 12  | Niki Lauda            | Ferrari 312B3     | Ferrari 001/11 3.0 F12   | G      |
| Team Motul B.R.M.                  | 14  | Jean-Pierre Beltoise  | BRM P201          | BRM P200 3.0 V12         | F      |
| UOP Shadow Racing Team             | 16  | Tom Pryce             | Shadow DN3        | Ford Cosworth DFV 3.0 V8 | G      |
| UOP Shadow Racing Team             | 17  | Jean-Pierre Jarier    | Shadow DN3        | Ford Cosworth DFV 3.0 V8 | G      |
| Team Surtees                       | 18  | Derek Bell            | Surtees TS16      | Ford Cosworth DFV 3.0 V8 | F      |
| Team Surtees                       | 19  | Jean-Pierre Jabouille | Surtees TS16      | Ford Cosworth DFV 3.0 V8 | F      |
| Memphis International Team Surtees | 30  | Dieter Quester        | Surtees TS16      | Ford Cosworth DFV 3.0 V8 | F      |
| Frank Williams Racing Cars         | 20  | Arturo Merzario       | Iso-Marlboro FW03 | Ford Cosworth DFV 3.0 V8 | F      |
| Frank Williams Racing Cars         | 21  | Jacques Laffite       | Iso-Marlboro FW02 | Ford Cosworth DFV 3.0 V8 | F      |
| Team Ensign                        | 22  | Mike Wilds            | Ensign N174       | Ford Cosworth DFV 3.0 V8 | F      |
| Trojan Tauranac Racing             | 23  | Tim Schenken          | Trojan T103       | Ford Cosworth DFV 3.0 V8 | F      |
| Hesketh Racing                     | 24  | James Hunt            | Hesketh 308       | Ford Cosworth DFV 3.0 V8 | G      |
| Hesketh Racing                     | 31  | Ian Scheckter         | Hesketh 308       | Ford Cosworth DFV 3.0 V8 | G      |
| Embassy Racing with Graham Hill    | 26  | Graham Hill           | Lola T370         | Ford Cosworth DFV 3.0 V8 | F      |
| Embassy Racing with Graham Hill    | 27  | Rolf Stommelen        | Lola T370         | Ford Cosworth DFV 3.0 V8 | F      |
| John Goldie Racing with Hexagon    | 28  | John Watson           | Brabham BT44      | Ford Cosworth DFV 3.0 V8 | F      |
| Scuderia Finotto                   | 32  | Helmut Koinigg        | Brabham BT42      | Ford Cosworth DFV 3.0 V8 | F      |
| Token Racing                       | 35  | Ian Ashley            | Token RJ02        | Ford Cosworth DFV 3.0 V8 | F      |
| AAW Racing Team                    | 43  | Leo Kinnunen          | Surtees TS16      | Ford Cosworth DFV 3.0 V8 | F      |

## Klassifikationen

### Startaufstellung
| Pos. | Fahrer                | Konstrukteur | Zeit    | Ø-Geschwindigkeit | Start |
| ---- | --------------------- | ------------ | ------- | ----------------- | ----- |
| 01   | Niki Lauda            | Ferrari      | 1:35,40 | 223,057 km/h      | 01    |
| 02   | Carlos Reutemann      | Brabham-Ford | 1:35,56 | 222,683 km/h      | 02    |
| 03   | Emerson Fittipaldi    | McLaren-Ford | 1:35,76 | 222,218 km/h      | 03    |
| 04   | Carlos Pace           | Brabham-Ford | 1:35,91 | 221,871 km/h      | 04    |
| 05   | Jody Scheckter        | Tyrrell-Ford | 1:35,94 | 221,801 km/h      | 05    |
| 06   | Ronnie Peterson       | Lotus-Ford   | 1:36,00 | 221,663 km/h      | 06    |
| 07   | James Hunt            | Hesketh-Ford | 1:36,11 | 221,409 km/h      | 07    |
| 08   | Clay Regazzoni        | Ferrari      | 1:36,31 | 220,949 km/h      | 08    |
| 09   | Arturo Merzario       | Iso-Ford     | 1:36,35 | 220,857 km/h      | 09    |
| 10   | Denis Hulme           | McLaren-Ford | 1:36,39 | 220,766 km/h      | 10    |
| 11   | John Watson           | Brabham-Ford | 1:36,52 | 220,468 km/h      | 11    |
| 12   | Jacques Laffite       | Iso-Ford     | 1:36,86 | 219,694 km/h      | 12    |
| 13   | Rolf Stommelen        | Lola-Ford    | 1:37,18 | 218,971 km/h      | 13    |
| 14   | Patrick Depailler     | Tyrrell-Ford | 1:37,25 | 218,813 km/h      | 14    |
| 15   | Hans-Joachim Stuck    | March-Ford   | 1:37,37 | 218,544 km/h      | 15    |
| 16   | Tom Pryce             | Shadow-Ford  | 1:37,39 | 218,499 km/h      | 16    |
| 17   | David Hobbs           | McLaren-Ford | 1:37,41 | 218,454 km/h      | 17    |
| 18   | Jean-Pierre Beltoise  | B.R.M.       | 1:37,43 | 218,409 km/h      | 18    |
| 19   | Tim Schenken          | Trojan-Ford  | 1:37,43 | 218,409 km/h      | 19    |
| 20   | Vittorio Brambilla    | March-Ford   | 1:37,47 | 218,319 km/h      | 20    |
| 21   | Graham Hill           | Lola-Ford    | 1:37,54 | 218,163 km/h      | 21    |
| 22   | Jacky Ickx            | Lotus-Ford   | 1:38,09 | 216,940 km/h      | 22    |
| 23   | Jean-Pierre Jarier    | Shadow-Ford  | 1:38,17 | 216,763 km/h      | 23    |
| 24   | Ian Ashley            | Token-Ford   | 1:38,67 | 215,664 km/h      | 24    |
| 25   | Dieter Quester        | Surtees-Ford | 1:38,88 | 215,206 km/h      | 25    |
| DNQ  | Ian Scheckter         | Hesketh-Ford | 1:39,17 | 214,577 km/h      | –     |
| DNQ  | Leo Kinnunen          | Surtees-Ford | 1:39,47 | 213,930 km/h      | –     |
| DNQ  | Derek Bell            | Surtees-Ford | 1:39,53 | 213,801 km/h      | –     |
| DNQ  | Mike Wilds            | Ensign-Ford  | 1:39,96 | 212,881 km/h      | –     |
| DNQ  | Jean-Pierre Jabouille | Surtees-Ford | 1:40,10 | 212,583 km/h      | –     |
| DNQ  | Helmut Koinigg        | Brabham-Ford | 1:40,60 | 211,527 km/h      | –     |

### Rennen
| Pos. | Fahrer               | Konstrukteur | Runden | Stopps | Zeit       | Start | Schnellste Runde |
| ---- | -------------------- | ------------ | ------ | ------ | ---------- | ----- | ---------------- |
| 01   | Carlos Reutemann     | Brabham-Ford | 54     | 0      | 1:28:44,72 | 02    |                  |
| 02   | Denis Hulme          | McLaren-Ford | 54     | 0      | + 42,92    | 10    |                  |
| 03   | James Hunt           | Hesketh-Ford | 54     | 1      | + 1:01,54  | 07    |                  |
| 04   | John Watson          | Brabham-Ford | 54     | 1      | + 1:09,39  | 11    |                  |
| 05   | Clay Regazzoni       | Ferrari      | 54     | 1      | + 1:13,08  | 08    | 1:37,22 (46.)    |
| 06   | Vittorio Brambilla   | March-Ford   | 54     | 1      | + 1:13,82  | 20    |                  |
| 07   | David Hobbs          | McLaren-Ford | 53     | 0      | + 1 Runde  | 17    |                  |
| 08   | Jean-Pierre Jarier   | Shadow-Ford  | 52     | 0      | + 2 Runden | 23    |                  |
| 09   | Dieter Quester       | Surtees-Ford | 51     | 0      | + 3 Runden | 25    |                  |
| 10   | Tim Schenken         | Trojan-Ford  | 50     | 0      | + 4 Runden | 19    |                  |
| 11   | Hans-Joachim Stuck   | March-Ford   | 48     | 0      | DNF        | 15    |                  |
| 12   | Graham Hill          | Lola-Ford    | 48     | 1      | + 6 Runden | 21    |                  |
| –    | Ian Ashley           | Token-Ford   | 46     | 0      | NC         | 24    |                  |
| –    | Ronnie Peterson      | Lotus-Ford   | 45     | 0      | DNF        | 06    |                  |
| –    | Jacky Ickx           | Lotus-Ford   | 43     | 0      | DNF        | 22    |                  |
| –    | Patrick Depailler    | Tyrrell-Ford | 42     | 0      | DNF        | 14    |                  |
| –    | Carlos Pace          | Brabham-Ford | 41     | 0      | DNF        | 04    |                  |
| –    | Emerson Fittipaldi   | McLaren-Ford | 37     | 0      | DNF        | 03    |                  |
| –    | Jacques Laffite      | Iso-Ford     | 37     | 0      | NC         | 12    |                  |
| –    | Arturo Merzario      | Iso-Ford     | 24     | 0      | DNF        | 09    |                  |
| –    | Tom Pryce            | Shadow-Ford  | 22     | 1      | DNF        | 16    |                  |
| –    | Jean-Pierre Beltoise | B.R.M.       | 22     | 0      | DNF        | 18    |                  |
| –    | Niki Lauda           | Ferrari      | 17     | 1      | DNF        | 01    |                  |
| –    | Rolf Stommelen       | Lola-Ford    | 14     | 1      | DNF        | 13    |                  |
| –    | Jody Scheckter       | Tyrrell-Ford | 8      | 0      | DNF        | 05    |                  |

## WM-Stände nach dem Rennen
Die ersten sechs des Rennens bekamen 9, 6, 4, 3, 2 bzw. 1 Punkt(e). In der Konstrukteurswertung zählten nur die Punkte des bestplatzierten Fahrers eines Teams. Es zählten nur die besten sieben Ergebnisse aus den ersten acht Rennen und die besten sechs aus den letzten sieben Rennen. Streichresultate sind in Klammern gesetzt.

### Fahrerwertung
| Pos. | Fahrer               | Konstrukteur                | Punkte |
| ---- | -------------------- | --------------------------- | ------ |
| 01   | Clay Regazzoni       | Ferrari                     | 46     |
| 02   | Jody Scheckter       | Tyrrell-Ford                | 41     |
| 03   | Niki Lauda           | Ferrari                     | 38     |
| 04   | Emerson Fittipaldi   | McLaren-Ford                | 37     |
| 05   | Carlos Reutemann     | Brabham-Ford                | 23     |
| 06   | Ronnie Peterson      | Lotus-Ford                  | 22     |
| 07   | Denis Hulme          | McLaren-Ford                | 18     |
| 08   | Jacky Ickx           | Lotus-Ford                  | 12     |
| 09   | Mike Hailwood        | McLaren-Ford                | 12     |
| 10   | Patrick Depailler    | Tyrrell-Ford                | 11     |
| 11   | Jean-Pierre Beltoise | B.R.M.                      | 10     |
| 12   | James Hunt           | March-Ford / Hesketh-Ford   | 8      |
| 13   | Jean-Pierre Jarier   | Shadow-Ford                 | 6      |
| 14   | Hans-Joachim Stuck   | March-Ford                  | 5      |
| 15   | John Watson          | Brabham-Ford                | 4      |
| 16   | Carlos Pace          | Surtees-Ford / Brabham-Ford | 3      |
| 17   | Arturo Merzario      | Iso-Ford                    | 1      |
| 18   | Graham Hill          | Lola-Ford                   | 1      |
| 19   | Tom Pryce            | Token-Ford / Shadow-Ford    | 1      |
| 20   | Vittorio Brambilla   | March-Ford                  | 1      |
| 21   | Brian Redman         | Shadow-Ford                 | 0      |
| 22   | Howden Ganley        | March-Ford                  | 0      |
| 23   | Guy Edwards          | Lola-Ford                   | 0      |
| 24   | David Hobbs          | McLaren-Ford                | 0      |
| 25   | Tom Belsø            | Iso-Ford                    | 0      |

| Pos. | Fahrer           | Konstrukteur | Punkte |
| ---- | ---------------- | ------------ | ------ |
| 26   | Henri Pescarolo  | B.R.M.       | 0      |
| 27   | Rikky von Opel   | Brabham-Ford | 0      |
| 28   | Dieter Quester   | Surtees-Ford | 0      |
| 29   | Tim Schenken     | Trojan-Ford  | 0      |
| 30   | Derek Bell       | Surtees-Ford | 0      |
| 31   | Ian Scheckter    | Lotus-Ford   | 0      |
| 32   | Jochen Mass      | Surtees-Ford | 0      |
| 33   | Eddie Keizan     | Tyrrell-Ford | 0      |
| 34   | Gijs van Lennep  | Iso-Ford     | 0      |
| 35   | François Migault | B.R.M.       | 0      |
| 36   | Richard Robarts  | Brabham-Ford | 0      |
| 37   | Ian Ashley       | Token-Ford   | 0      |
| 38   | Vern Schuppan    | Ensign-Ford  | 0      |
| 39   | Teddy Pilette    | Brabham-Ford | 0      |
| 40   | Dave Charlton    | McLaren-Ford | 0      |
| 41   | Peter Revson †   | Shadow-Ford  | 0      |
| 42   | Paddy Driver     | Lotus-Ford   | 0      |
| –    | Chris Amon       | Amon-Ford    | 0      |
| –    | Gérard Larrousse | Brabham-Ford | 0      |
| –    | Reine Wisell     | March-Ford   | 0      |
| –    | Leo Kinnunen     | Surtees-Ford | 0      |
| –    | Bertil Roos      | Shadow-Ford  | 0      |
| –    | Peter Gethin     | Lola-Ford    | 0      |
| –    | Jacques Laffite  | Iso-Ford     | 0      |
| –    | Rolf Stommelen   | Lola-Ford    | 0      |

### Konstrukteurswertung
| Pos. | Konstrukteur | Punkte  |
| ---- | ------------ | ------- |
| 01   | Ferrari      | 59      |
| 02   | McLaren-Ford | 55 (57) |
| 03   | Tyrrell-Ford | 45      |
| 04   | Lotus-Ford   | 29      |
| 05   | Brabham-Ford | 24      |
| 06   | B.R.M.       | 10      |
| 07   | Hesketh-Ford | 8       |
| 08   | Shadow-Ford  | 7       |

| Pos. | Konstrukteur | Punkte |
| ---- | ------------ | ------ |
| 09   | March-Ford   | 6      |
| 10   | Surtees-Ford | 3      |
| 11   | Iso-Ford     | 1      |
| 12   | Lola-Ford    | 1      |
| 13   | Trojan-Ford  | 0      |
| 14   | Ensign-Ford  | 0      |
| 15   | Token-Ford   | 0      |
| –    | Amon-Ford    | 0      |